# Pierre tournante (Tavers)
Pour les articles homonymes, voir Pierre tournante.
La Pierre tournante est un dolmen situé à Tavers, dans le département du Loiret en France.

## Caractéristiques
La Pierre tournante est un dolmen isolé. Il a été classé comme monument historique le 14 décembre 1948.

## Localisation
La Pierre tournante est située sur le territoire de la commune de Tavers, dans le Loiret, à environ 3 kilomètres au nord-ouest du centre de la commune, à proximité du hameau « Le Vau » et de l'autoroute A10.